# Michael Ipgrave
Michael Geoffrey Ipgrave (né le 18 avril 1958) est un évêque anglican britannique. Depuis 2016, il est le 99e évêque de Lichfield. Il est évêque de Woolwich, Suffragant du diocèse de Southwark, de 2012 à 2016. Il est archidiacre de Southwark entre 2004 et 2012.

## Biographie
Ipgrave est né le 18 avril 1958 à Northampton, Northamptonshire, Royaume-Uni. Il fait ses études à la Magdalen College School de Brackley, une école publique du sud du Northamptonshire. De 1975 à 1978, il étudie les mathématiques à l'Oriel College d'Oxford et est diplômé de l'Université d'Oxford avec un baccalauréat ès arts (BA) de première classe.
De 1979 à 1980, il participe au Spring Hill Ordination Scheme à Birmingham. De 1979 à 1982, il se forme à l'ordination au Ripon College Cuddesdon, un collège théologique anglican près d'Oxford,. Au cours de cette période, il étudie également la théologie à l'Université d'Oxford et obtient un BA supplémentaire de première classe. En 1999, Ipgrave obtient un doctorat à l'Université de Durham avec une thèse intitulée Trinity and inter-faith dialogue: plenitude and plurality (Trinité et dialogue interreligieux : plénitude et pluralité).
Ipgrave est ordonné dans l'Église d'Angleterre comme diacre à Petertide 1982 (27 juin) et prêtre dans la suite de Petertide (26 juin 1983), les deux fois par Douglas Feaver, évêque de Peterborough, à la Cathédrale de Peterborough. Après un curat à Oakham suivi d'un séjour au Japon, il est vicaire d'équipe dans deux paroisses distinctes de Leicester.
À Leicester, en 1991, il est nommé aumônier diocésain pour les relations avec les personnes d'autres confessions, et aumônier domestique des évêques en 1992. Il est nommé archidiacre de Southwark en 2004. En 2010, il est également Chanoine de la cathédrale de Southwark. Il est coprésident de Southwark and London Housing Association (maintenant Amicus Horizon). Il est aussi conseiller en relations interreligieuses auprès du Conseil des archevêques et secrétaire de la Commission des Églises sur les relations interreligieuses.
Le 3 février 2012, Ipgrave est nommé évêque de Woolwich, un évêque suffragant dans le diocèse de Southwark. Le 21 mars 2012, il est consacré évêque, par Rowan Williams, archevêque de Cantorbéry, lors d'un service à la cathédrale de Southwark,. Il est également directeur des lecteurs du diocèse. En mai 2013, il lit des prières lors d'une messe pour Lee Rigby qui a été assassiné par des islamistes lors de l'attaque de Woolwich en 2013.
Depuis février 2015, Ipgrave est président du Conseil des chrétiens et des juifs (CCJ). Le 2 mars 2016, il est nommé évêque diocésain de Lichfield. Son élection canonique à ce siège est confirmée le 10 juin 2016 et son installation à la Cathédrale de Lichfield a lieu le 24 septembre 2016.
En 1981, Ipgrave épouse Julia Bailey et ont trois enfants.
Dans les honneurs du Nouvel An 2011, Ipgrave est nommé Officier de l'Ordre de l'Empire britannique (OBE) "pour ses services aux relations interreligieuses à Londres".